# Honda GL650 Silver Wing
La Honda GL650 Silver Wing y la versión GL650 SilverWing Interstate fueron unas motocicletas tipo turismo fabricadas por Honda en 1983 tenían un motor con un desplazamiento de 674cc. 
En Japón el modelo GL650 SilverWing Interstate fue presentado como la  Limited Edition GL700 Wing Interstate, aunque usaba el mismo motor con un desplazamiento de 674 cc que era usado en la GL650.

## Historia
La serie de motocicletas Honda CX, incluyendo las variaciones GL500 y GL650, fueron desarrolladas y distribuidas por Honda a finales de los 1970s, siendo la producción terminada en la mayoría de los mercados para mediados de los 1980s. El diseño incluía características innovadoras y tecnologías que no eran comunes o usadas en aquellos tiempos como enfriamiento por líquido, arranque exclusivamente eléctrico, eje cardán, ruedas modulares, y carburadores dobles en V (llamados tipo VT) ajustados para bajas emisiones. La ignición electrónica estaba separada del resto del sistema eléctrico, permitiendo el arranque por un pequeño empujón en caso de falla eléctrica para el resto del sistema.
En 1981 Honda lanzó la GL500 Silver Wing, la cual era una motocicleta tipo turismo de tamaño mediano con motor basado en el de la CX500. El motor de la GL500 era similar al de la CX500, pero usaba un sistema más confiable de ignición a transistores, lo cual significó que el estator del generador tuviera solo bobinas de carga que a su vez implicó mayor corriente para luces y otros dispositivos comunes en las motocicletas de turismo. La GL500 también usó el sistema de suspensión trasera Pro-Link monoshock de Honda y estaba disponible para la versión naked o la Interstate que era carenada. La Interstate incluía un gran carenado de fábrica, grandes alforjas rígidas y cajuela. Esto hacía que la Silver Wing se viera como una Gold Wing GL1100 Interstate en miniatura. El modelo 1981 tenía una pequeña cajuela en la cola, que fue reemplazada con una gran cajuela en 1982. La cajuela era reemplazada con un asiento trasero ya que con cajuela no tenía lugar para el pasajero aunque se comercializó un adaptador para tener un asiento de pasajero además de la cajuela.
En 1983 the GL500 fue actualizada cambiándose su nombre a GL650 con motor de 674cc. Aparte del motor de mayor capacidad, la GL650 tenía un carenado ligeramente diferente, agarraderas más grandes que las de la GL500, y con partes del motor pintadas de negro. La economía del combustible también mejoró ya que las relaciones de cambios eran menores y el ventilador mecánico fue sustituido por un ventilador eléctrico.
Las Silver Wings fueron descontinuadas después del modelo de 1983.   Una sobreproducción del modelo de 1982 hizo que no se vendiera el inventario de modo que algunas motocicletas de 1982 se siguieran vendiendo hasta 1984. esas motocicletas se deben considerar modelo 1982 aunque por error se les consideren de 1983 o 1984.

## Tren motor

### Motor
La serie CX tiene un cigüeñal alineado a lo largo del eje longitudinal de la motocicleta, similar a las configuraciones de las motos Guzzi. Pero en contra de un motor "boxer", los cilindros sobresalen a un ángulo de encima de la horizontal. El ángulo entre los cilindros de la CX es de 80°, y las cabezas del motor tienen una inclinación sobre la horizontal de 22º de modo que los tubos de entrada al pistón no interfieren con las piernas del motociclista. Un cigüeñal en la base de la V entre los cilindros. Aunque Honda normalmente prefiere los motores con cabeza sobre el árbol de levas, la cabeza a 22° necesitaba el uso de varillas cortas y fuertes para tener 4 válvulas por cilindro, con balancines forjados para las varillas. La transmisión de 5 velocidades está localizada debajo del cigüeñal, con ambos dentro de una misma caja, una disposición que mantiene el motor corto, pero un poco alto. El motor tiene una compresión de 10.0:1 tiene la línea en rojo desde las 9,650 rpms. Igual que con la Honda Gold Wing, la transmisión gira contra la rotación del cigüeñal para ayudar a contrarrestar el par-motor en la aceleración, y que no ocurra el giro hacia un lado al acelerar o frenar el motor.
La CX fue la primera motocicleta con motor V2 que Honda construyó. Fue diseñada inicialmente con 90°. Honda construyó el prototipo CX350 pero nunca lo vendió al público. En esa versión las cabezas de los cilindros no estaban a 22°.

### Transmisión
La transmisión final es a través de un eje y cardán. Ese eje de transmisión está encapsulado y estriado. El eje tiene un piñón a 90° unido a la rueda por una unión amortiguada que absorbe los golpes y vibraciones. El conjunto de piñón está encapsulado porque está en un baño de aceite y un sello de grasa los aísla de la unión amortiguada.